# 角五郎
角 五郎（かど ごろう、1922年8月26日 - 1990年7月24日）は、日本の経営者。北海道文化放送社長、会長を務めた。

## 来歴・人物
北海道室蘭市出身。1942年に名古屋高等商業学校を卒業し、1945年10月に北海道新聞社に入社。1977年に取締役に就任し、常務、専務を経て、1982年に道新通信社社長に就任。1984年に北海道文化放送社長に就任し、1988年6月には会長に就任。
1990年7月24日に肝不全のために死去。67歳没。